# Georg Andreas Conradi
Georg Andreas Conradi (* 9. November 1659 in Zwickau; † 5. Februar 1718 in Dresden) war ein deutscher Jurist, Appellationsrat und königlich-polnischer und kurfürstlich-sächsischer Amtmann in der sächsischen Residenzstadt Dresden sowie Besitzer des Rittergutes Zechau und des vogtländischen Waldgutes Obersachsenberg.

## Leben und Wirken
Er war der Sohn des Stadtvogts und Juristen Andreas Conradi aus Zwickau. Nach einem Studium des Rechts- und Staatswissenschaften war Conradi als Jurist und Appellationsrat in Dresden tätig. Zeitweise übernahm er die Verwaltung des Amtes Dresden. Seine Ehefrau Anna Elisabeth Conradi geb. Horn kam durch Vergleich vom 30. April 1698 in den Besitz des Messingwerkes Niederauerbach. Dafür wurden 13.000 M. Gulden bezahlt. Gemeinsam mit dem Freiberger Bürgermeister Martin Albert, dem Leipziger Handelsmann Johann Schwabe und dem sächsischen Kobaltinspektor Michael Francke aus Schneeberg gründete Conradi mit Vertrag vom 10. November 1696 die Messinghandels-Sozietät, die das Niederauerbacher Werk bis ins 19. Jahrhundert leiten sollte. Als 1709 der Anteil Alberts nach dessen Tod an Elisabeth Conradi überging, nach der die Elisabethhütte, eine Betriebsstätte des Niederauerbacher Werkes benannt ist, und Franckes Anteile nach dessen Tod 1707 erloschen, waren nur noch die Conradis und Schwabe am Werk beteiligt.
1702 erwarb er gemeinsam mit Johann Schwabe vom Messingwerk Niederauerbach das Waldgut Obersachsenberg, das nach Conradis Tod 1718 der Fleischer Johann Wolf Enders übernahm. 
Die bei Conradis Begräbnis 1718 gehaltene Leichenpredigt erschien in Druck.

## Belege
1. ↑  Hans Otto Gericke: Das privilegierte sächsische Messingwerk Niederauerbach i. Vogtl. - Die Geschichte eines bedeutenden Hüttenwerkes von 1593 bis 1926. Kapitel 4: Die Messingwerk-Sozietät bis zum Ausbruch des Siebenjährigen Krieges. Hrsg.: Wolfgang Günther. Vogtland Verlag, Plauen-Jößnitz 2008, ISBN 978-3-928828-45-1, S. 72–126.

| Personendaten    | Personendaten          |
| ---------------- | ---------------------- |
| NAME             | Conradi, Georg Andreas |
| KURZBESCHREIBUNG | deutscher Jurist       |
| GEBURTSDATUM     | 9. November 1659       |
| GEBURTSORT       | Zwickau                |
| STERBEDATUM      | 5. Februar 1718        |
| STERBEORT        | Dresden                |